# Francesco Pepe
Francesco Pepe (* 1968 in Olten, Schweiz) ist ein italienischer Astronom.
Pepe studierte ab 1992 Physik an der Eidgenössischen Technischen Hochschule Zürich. Im Rahmen seiner Dissertation entwickelte er ein weit ins Infrarote reichendes Spektrometer, das auf einem Ballon befestigt war. Im Jahre 1998 ging er nach Genf, um seine Forschungsarbeiten fortzuführen. Er arbeitet dort am HARPS-Projekt, welches seit Oktober 2003 läuft.
Pepe entdeckte zahlreiche Exoplaneten, darunter:
- HD 101930 b
- HD 101930
- HD 130322 b
- HD 168746 b
- HD 168746

An der Sternwarte in Genf ist er derzeit für die Koordination mehrerer Projekte zuständig. 2024 erhielt er den Tycho-Brahe-Preis.
Pepe hat drei Kinder.